# Любимов, Иван Иванович
Ива́н Ива́нович Люби́мов (22 мая (3 июня) 1838 года, Пермь — 17 февраля (1 марта) 1899 года, Ялта) — пермский купец 1-й гильдии, меценат и общественный деятель, городской голова в 1871—1874 и 1876—1878 гг. Потомственный почётный гражданин и коммерции советник, представитель династии Любимовых.

## Биография

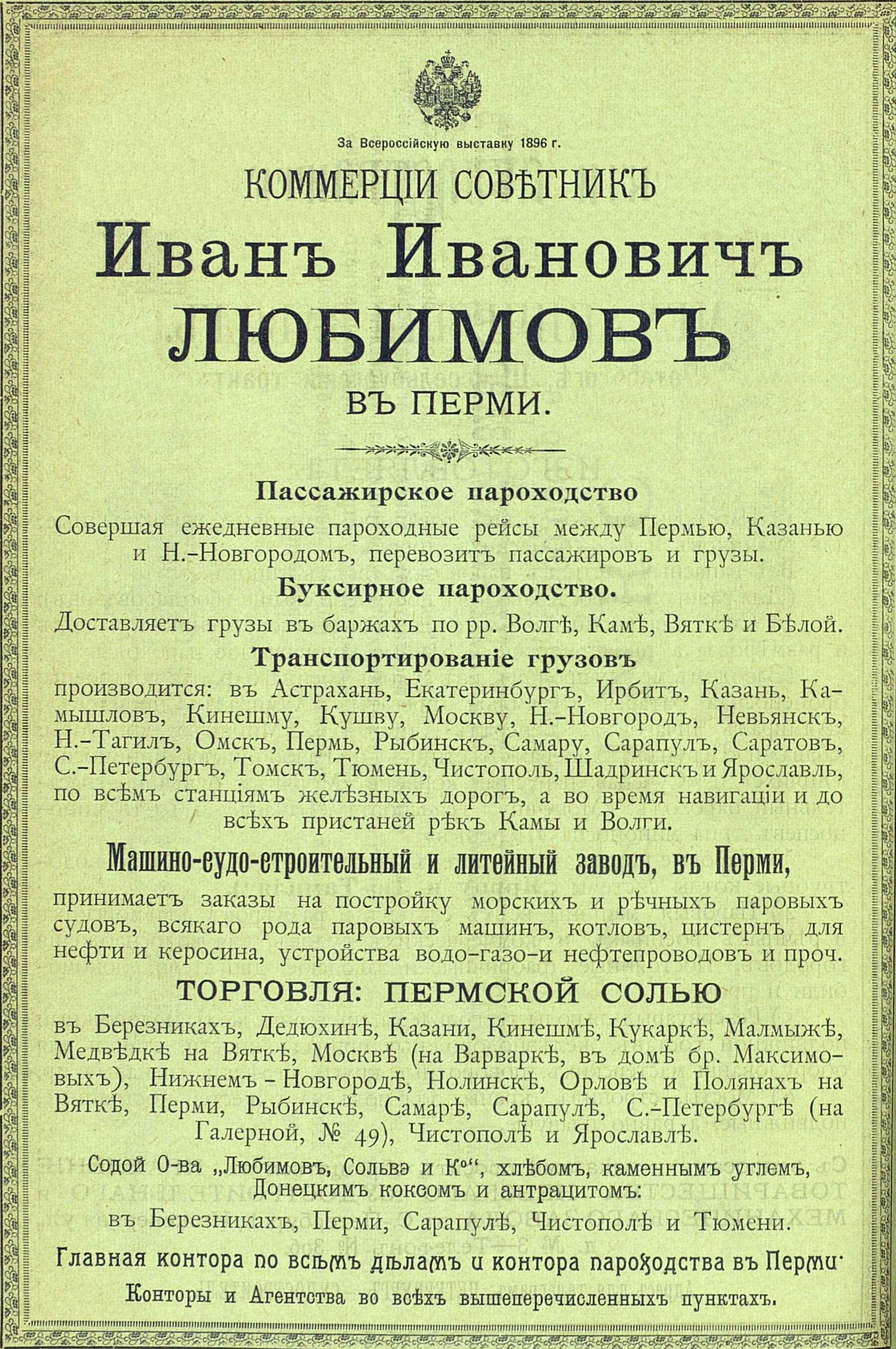
Реклама коммерческой деятельности
И. И. Любимова, 1899 год

Родился 22 мая (3 июня) 1838 года в Перми, в семье Ивана Филипповича Любимова, купца и городского головы. В 1860-х гг был купцом 2-й, а затем — 1-й гильдии. В 1876 году основал машиностроительный и литейный заводы, в 1879 году — канатную фабрику, в 1881 году — Березниковский содовый завод. Владел пассажирским и буксирным пароходствами. Обеспечивал доставку грузов до всех пристаней Камы и Волги. Являлся одним из основателей общества «Любимов, Сольвэ и К°», торговавшего солью, содой, хлебом, а также каменным углем, коксом и антрацитом. На предприятиях Любимова работали около 7—8 тысяч человек.
В 1888 году на любимовском заводе  была построена первая морская шхуна "Васпуракан", предназначенная для перевозок нефти и керосина по Каспийскому морю. Всего впоследствии было построено 5 шхун вместимостью 7800 тонн.
Финансировал изыскания на будущей трассе железной дороги Пермь—Екатеринбург. Издал в Санкт-Петербурге книгу Д. Д. Смышляева «Записка к проекту Пермско-Уральской железной дороги». В 1866 году был бургомистром городского магистрата, с 1 января 1869 года по 1 января 1875 года и с 14 декабря 1876 года по 18 августа 1878 года — городским головой Перми.

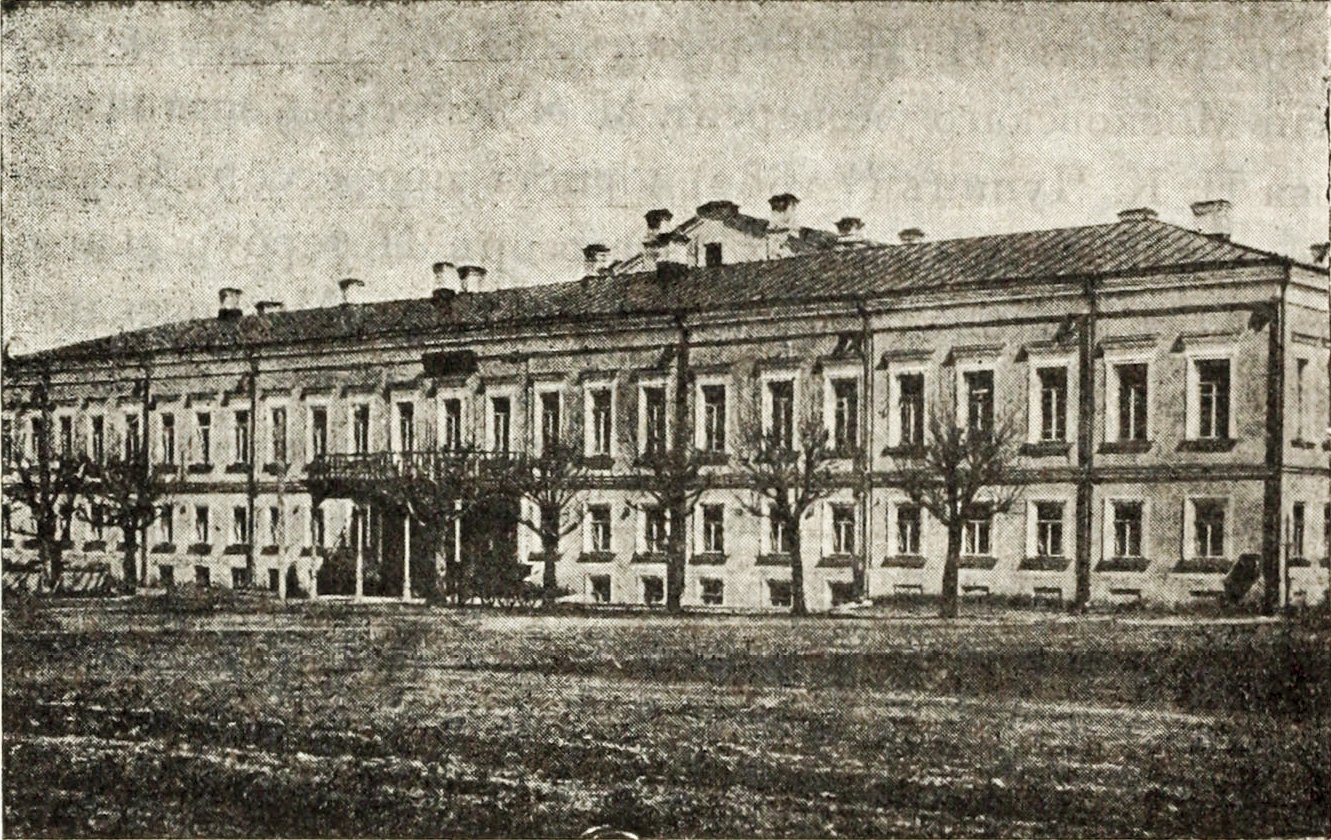
Алексеевское реальное училище

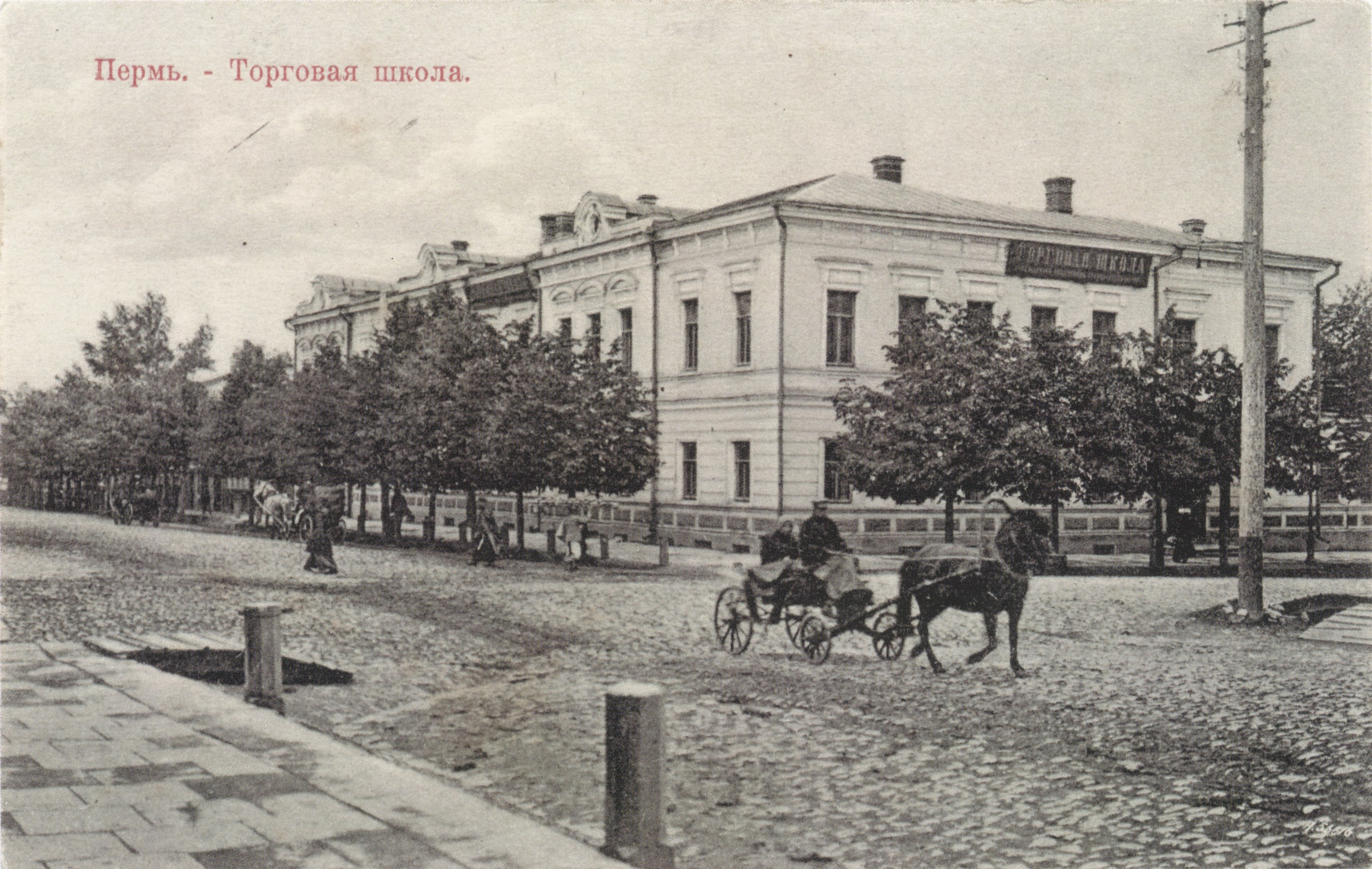
Бывший дом И. И. Любимова на углу Покровской и Оханской улиц

С 1871 года Любимов был членом учётного комитета Пермского отделения Государственного банка, с 1876 года — Мариинского общественного банка. 20 июня 1873 года выступил с предложением основать в Перми Алексеевское реальное училище, а в 1876 году пожертвовал для этой цели свой дом на Вознесенской площади, с 1877 года был почётным попечителем училища. В 1875—1877 гг был директором Пермского детского приюта. С 1883 года входил в попечительский совет Мариинской женской гимназии. Был членом Пермской комиссии Уральского общества любителей естествознания, Пермского местного управления Российского общества Красного Креста. Награждён орденами Святого Владимира 3-й и 4-й степеней, Святого Станислава 2-й степени, Святой Анны 3-й степени и двумя медалями.
Скончался в Ялте 17 февраля (1 марта) 1899 года. Был похоронен в Перми на Архиерейском кладбище; захоронение было разрушено в 1931 году.

## Семья
Жена — Елизавета Ивановна (в 1911 г. - 65 лет, дочь Ивана Якимовича Рязанова, купца г. Екатеринбург). Детей не было. После смерти продолжением промышленных дел занялся племянник инженер-технолог Иван Михайлович Любимов.

## Адреса в Перми
- Проживал (1863) - ул. Покровская 14, 16[3]
- Дом (1877) на углу улиц Сибирская и Пермская (8/43)
- Дом (1885) на углу улиц Покровская и Верхотурская (12/9)[3]
- Дом (1885) на углу улиц Покровская и Оханская (31/15)[3]
- Дом (1885) на Петропавловской улице, 12[3]

## Память
В здании Алексеевского реального училища в настоящее время расположен Пермский авиационный техникум имени Швецова. На основании решения комиссии по наименованию улиц, площадей и других городских объектов и установке памятных знаков, мемориалов, монументальной скульптуры на территории города Перми 17 августа 2006 года скверу перед зданием техникума было присвоено имя И. И. Любимова.